# Gibson Hall
Gibson Hall es un edificio catalogado de Grado I en Bishopsgate en la ciudad de Londres que lleva el nombre de su arquitecto, John Gibson.

## Historia
Fue encargado como nueva oficina central del National Provincial Bank of England y se completó en 1865.
Fue catalogado en 1950 por su especial interés arquitectónico e histórico. En 1967, el National Provincial Bank trasladó su oficina central a Drapers Gardens, 12 Throgmorton Avenue. Desde su fusión con el National Westminster Bank en 1998, este edificio es alquilado para celebrar eventos.

## Descripción
El alzado exterior presenta ocho paneles de escenas alegóricas en alto relieve que representan los logros de la humanidad: las Artes, el Comercio, la Ciencia, las Manufacturas, la Agricultura, la Navegación, la Construcción Naval y la Minería. Las cifras de pie a lo largo de la línea del techo representan varias ciudades importantes en las que el banco hizo negocios, incluidas Manchester, Birmingham, Dover, Newcastle y Londres.